# Challenge Tour 2019/20
Die Challenge Tour 2019/20 war eine Amateurserie von Snookerturnieren parallel zur Profi-Saison 2019/20. Die Turnierserie, die bereits in der vorherigen Saison gespielt wurde, bot für die beiden erfolgreichsten Spieler erneut die Startberechtigung für die nächsten beiden Main-Tour-Saisons 2020/21 und 2021/22.

## Modus
Wie auch schon im Vorjahr wurden zehn Events, davon sechs im Vereinigten Königreich sowie vier im restlichen Europa, gespielt, wobei sich verschiedene Snookerclubs und -verbände um die Austragung dieser Events bewerben konnten. Bei den Events im Vereinigten Königreich spielten die besten 56 Spieler der sogenannten Q-School-Rangliste mit, die aus den Ergebnissen der drei Turniere des Jahrgangs 2019 ermittelt wurde. Hinzu kamen jeweils acht Wildcard-Spieler zur Förderung von talentierten Spielern. Sofern es dennoch in der Runde der letzten 64 freie Plätze gab, wurden diese durch Spieler auf der Q-School-Rangliste aufgefüllt.
Auch bei den vier europäischen Events spielten die Top 56 der Q-School-Rangliste fest mit, wobei sie bei diesen Events für die Runde der letzten 64 fest gesetzt waren, des Weiteren wurden auch hier acht Wildcards an talentierte Spieler vergeben. Zusätzlich konnten sich unbegrenzt viele Spieler in mehreren Qualifikationsrunden einen Platz in der Runde der letzten 64 erspielen.
Nach den zehn Events sollten ursprünglich die Sieger der zehn Events sowie mindestens sechs weitere Spieler der Challenge-Tour-Rangliste, welche aus den Ergebnissen der zehn Events ermittelt wurde, in den Play-offs um die beiden Startberechtigungen spielen. Um diese zu erlangen, sollte ein Sieg im Halbfinale des Turnieres erforderlich sein. Allerdings wurde dieser Plan nach Kritik aus den Reihen von Profi- und Amateurspielern verworfen. Stattdessen bekam der Spieler auf dem ersten Platz der bereinigten Challenge-Tour-Rangliste automatisch eine Startberechtigung für die Main Tour, während die nächsten acht Spieler in den Play-offs im K.-o.-System um die zweite Tour Card spielten.

## Ergebnisse
Am 10. Juli 2019 wurden die Termine der elf Turniere sowie die Austragungsorte der ersten drei Turniere bekanntgegeben, am 20. August 2019 folgten die Orte der Turniere vier bis zehn. Am 22. November wurde schließlich auch das genaue Datum und der Ort der Play-offs festgelegt.
Das fünfte Turnier, das ursprünglich am 2. und 3. November 2019 in Brighton stattfinden sollte, wurde verschoben, nachdem es während der ersten Runde durch starke Regenfälle zu einem Dachschaden gekommen war. Es wurde direkt vor dem zehnten Turnier nachgeholt, wobei die bereits beendeten Spiele gewertet wurden.
| Nr.       | Datum                                     | Austragungsort     | Sieger         | Finalist        | Ergebnis |
| --------- | ----------------------------------------- | ------------------ | -------------- | --------------- | -------- |
| 1         | 31. August und 1. September 2019          | Nürnberg           | Cheung Ka Wai  | Oliver Brown    | 3:1      |
| 2         | 21. und 22. September 2019                | Newbury            | Jake Nicholson | Andrew Pagett   | 3:1      |
| 3         | 5. und 6. Oktober 2019                    | Leeds              | Andrew Pagett  | Robbie McGuigan | 3:0      |
| 4         | 19. und 20. Oktober 2019                  | Brügge             | Ashley Hugill  | Aaron Hill      | 3:1      |
| 6         | 16. und 17. November 2019                 | Budapest           | Oliver Brown   | Ashley Hugill   | 3:1      |
| 7         | 14. und 15. Dezember 2019                 | Neerpelt           | Dean Young     | Andrew Pagett   | 3:1      |
| 8         | 18. und 19. Januar 2020                   | Tamworth           | Lukas Kleckers | Tyler Rees      | 3:1      |
| 9         | 15. und 16. Februar 2020                  | Llanelli           | Ashley Hugill  | Sydney Wilson   | 3:1      |
| 5         | 2. November 2019 28. und 29. Februar 2020 | Brighton Leicester | Allan Taylor   | Michael Collumb | 3:1      |
| 10        | 29. Februar und 1. März 2020              | Leicester          | Adam Duffy     | Kuldesh Johal   | 3:1      |
| Play-offs | 20. Juli 2020                             | Sheffield          | Allan Taylor   | Adam Duffy      | 4:0      |

### Play-offs
Zwei der Top 3 der Tourrangliste hatten sich im Verlauf der Saison über andere Turniere für die Snooker Main Tour qualifiziert, der dritte bekam direkt eine der beiden Startberechtigungen, die bei der Challenge Tour vergeben wurden. Um die andere Startberechtigung tragen die Spieler auf den Plätzen 4 bis 11 der Rangliste ein Ausscheidungsturnier aus. Diese Play-offs sollten am 29. März 2020 im Pot Black des englischen Seebads Clacton-on-Sea stattfinden, wurden aber im Zuge der COVID-19-Pandemie verschoben. Anfang Juli 2020 wurde bekanntgegeben, dass die Play-offs ohne Zuschauer am 20. Juli 2020 in Sheffield stattfinden sollen. Später gab Cheung Ka Wai aus Hongkong seinen Rückzug bekannt; er wurde durch den nächstplatzierten der Rangliste, Tyler Rees aus Wales, ersetzt. Sieger wurde der Engländer Allan Taylor, der im Finale Adam Duffy mit 4:0 besiegte.

| Viertelfinale | Viertelfinale  | Viertelfinale |   |                | Halbfinale | Halbfinale | Halbfinale |  |  | Finale | Finale | Finale |
|               |                |               |   |                |            |            |            |  |  |        |        |        |
| 7             | Jake Nicholson | 4             |   |                |            |            |            |  |  |        |        |        |
| 8             | Tyler Rees     | 2             |   |                |            |            |            |  |  |        |        |        |
| 8             | Tyler Rees     | 2             | 7 | Jake Nicholson | 1          |            |            |  |  |        |        |        |
|               |                |               | 7 | Jake Nicholson | 1          |            |            |  |  |        |        |        |
|               | 4              | Allan Taylor  | 4 |                |            |            |            |  |  |        |        |        |
| 3             | 4              | Allan Taylor  | 4 | Oliver Brown   | 3          |            |            |  |  |        |        |        |
| 3             |                |               |   | Oliver Brown   | 3          |            |            |  |  |        |        |        |
| 4             | Allan Taylor   | 4             |   |                |            |            |            |  |  |        |        |        |
| 4             | Allan Taylor   | 4             | 4 | Allan Taylor   | 4          |            |            |  |  |        |        |        |
|               |                |               |   | Allan Taylor   | 4          |            |            |  |  |        |        |        |
|               | 2              | Adam Duffy    | 0 |                |            |            |            |  |  |        |        |        |
| 2             | 2              | Adam Duffy    | 0 | Adam Duffy     | 4          |            |            |  |  |        |        |        |
| 2             |                |               |   | Adam Duffy     | 4          |            |            |  |  |        |        |        |
| 5             | Patrick Whelan | 0             |   |                |            |            |            |  |  |        |        |        |
| 5             | Patrick Whelan | 0             | 2 | Adam Duffy     | 4          |            |            |  |  |        |        |        |
|               |                |               | 2 | Adam Duffy     | 4          |            |            |  |  |        |        |        |
|               | 6              | Rory McLeod   | 1 |                |            |            |            |  |  |        |        |        |
| 1             | 6              | Rory McLeod   | 1 | Dean Young     | 1          |            |            |  |  |        |        |        |
| 1             |                |               |   | Dean Young     | 1          |            |            |  |  |        |        |        |
| 6             | Rory McLeod    | 4             |   |                |            |            |            |  |  |        |        |        |

| Finale: Best of 7 Frames English Institute of Sport, Sheffield, England, 20. Juli 2020 |                |            |
| Allan Taylor                                                                           | 4:0            | Adam Duffy |
| 89:27, 61:42, 61:31, 60:59                                                             |                |            |
| 45                                                                                     | Höchstes Break | 33         |
| –                                                                                      | Century-Breaks | –          |
| –                                                                                      | 50+-Breaks     | –          |

## Rangliste
Der Engländer Ashley Hugill belegte am Ende der zehn Events den ersten Platz der Rangliste, war aber schon durch den Gewinn der WSF Open 2020 für die nächste Main-Tour-Saison qualifiziert. Infolgedessen bekam der zweitplatzierte Lukas Kleckers den direkten Qualifikationsplatz für die Spielzeiten 2020/21 und 2021/22. Da Andrew Pagett sich ebenfalls anderweitig qualifiziert hatte und später Cheung Kai Wai auf eine Teilnahme an den Play-offs verzichtete, konnte am Ende selbst Tyler Rees auf Platz 12 an den Play-offs teilnehmen.
| Platz | Spieler         | Preisgeld in Pfund |
| ----- | --------------- | ------------------ |
| 1     | Ashley Hugill   | 6.700 £            |
| 2     | Lukas Kleckers  | 5.925 £            |
| 3     | Andrew Pagett   | 5.400 £            |
| 4     | Dean Young      | 4.250 £            |
| 5     | Adam Duffy      | 3.950 £            |
| 6     | Oliver Brown    | 3.250 £            |
| 7     | Allan Taylor    | 3.225 £            |
| 8     | Patrick Whelan  | 3.175 £            |
| 9     | Rory McLeod     | 3.150 £            |
| 10    | Cheung Ka Wai   | 3.100 £            |
| 11    | Jake Nicholson  | 2.875 £            |
| 12    | Tyler Rees      | 2.525 £            |
| 13    | Michael Collumb | 2.425 £            |
| 14    | Robbie McGuigan | 2.375 £            |
| 15    | Zak Surety      | 2.075 £            |
| 16    | George Pragnell | 2.050 £            |
| …     |                 |                    |
| 35    | Andreas Ploner  | 900 £              |
| …     |                 |                    |
| 69    | Florian Nüßle   | 125 £              |
| 69    | Luis Vetter     | 125 £              |